# Miguel Pedro Romo Organista
Miguel Pedro Romo Organista (Teocaltiche, Jalisco, 1944) es un ingeniero civil, catedrático, investigador y académico mexicano. Se ha especializado en geotecnia y geosísmica.

## Estudios y docencia
Estudió la licenciatura en ingeniería civil en la Universidad Autónoma de Guadalajara (UAG), obtuvo su título con la tesis Determinación de la capacidad de carga, distribución de esfuerzos y asentamientos en cimentaciones superficiales. En la Universidad Nacional Autónoma de México (UNAM) obtuvo una maestría con la tesis Análisis de estabilidad de taludes en términos de sus deformaciones exteriores y en la Universidad de California en Berkeley un doctorado en mecánica de suelos con el trabajo de investigación Soil-structure Interaction in a Random Seismic Enviroment.
Desde 1984 ha impartido cátedra en la Facultad de Ingeniería de la UNAM.

## Académico e investigador
Inició sus labores como investigador en las universidades de California y Stanford desarrollando métodos numéricos para el análisis de plantas nucleoeléctricas. Una vez de regreso en México, en 1977, se incorporó al Instituto de Ingeniería de la UNAM, en el cual, en 1984, promovió y dirigió la Coordinación de Geotecnia. 
En 1980 realizó estudios geotécnicos para la Central Nuclear Laguna Verde. Participó con el ingeniero Daniel Reséndiz Núñez en el proyecto de renivelación de la Catedral Metropolitana de la Ciudad de México.  Fue asesor en materia de fenómenos geológicos y protección civil para la Secretaría de Gobernación. Ha sido asesor en el diseño y construcción de las vialidades elevadas de la Ciudad de México. Dirigió los diseños sísmicos de las centrales hidroeléctricas de El Cajón, La Yesca y La Parota de la Comisión Federal de Electricidad (CFE).
Es miembro de la Academia Mexicana de Ciencias, de la Academia de Ingeniería y de la American Society of Civil Engineers. Es investigador del Sistema Nacional de Investigadores desde 1984, nivel III desde 1990, e investigador emérito desde 2011. Es miembro del Consejo Consultivo de Ciencias de la Presidencia de la República.

## Obras publicadas
Ha escrito más de quinientos artículos para revistas y congresos nacionales e internacionales. Entre algunos de sus títulos se encuentran:
- Características dinámicas de las arcillas del Valle de México y análisis de respuesta sísmica del suelo, 1986.
- Computed and Observed Deformations of Two Embankment Dams Under Seismic Loading, coautor con Daniel Reséndiz Núñez, en 1981.
- Settlements Upon Soft-ground Tunneling Theoretical Solution, coautor con Daniel Reséndiz Núñez, en 1981.
- Effective Shear Strength form Undrained Tests, coautor con Efraín Ovando Shelly, en 1989.
- Earthquake Geotechnical Engineering and Artificial Neural Networks, conferencia “Arthur Casagrande” en 1999.

## Premios y distinciones
- Premio Nacional de Investigación “Nabor Carrillo” otorgado por el Colegio de Ingenieros Civiles de México.
- Premio “Miguel Urquijo” otorgado por el Colegio de Ingenieros Civiles de México.
- Premio “Raúl J. Marsal Córdoba” otorgado por la Comisión Federal de Electricidad (CFE).
- Premio Universidad Nacional en el área de Innovación Tecnológica y Diseño Industrial otorgado por la Universidad Nacional Autónoma de México (UNAM) en 2005.
- Excellent Contributions Award por la International Association for Computer Methods and Advances in Geomechanics en 2005.
- Premio Nacional de Ciencias y Artes en el área de Tecnología y Diseño otorgado por la Secretaría de Educación Pública (SEP) en 2007.
- Investigador Emérito del Sistema Nacional de Investigadores (SIN) del Consejo Nacional de Ciencia y Tecnología (Conacyt) desde 2011.